# Maria Hafner (Musikerin)

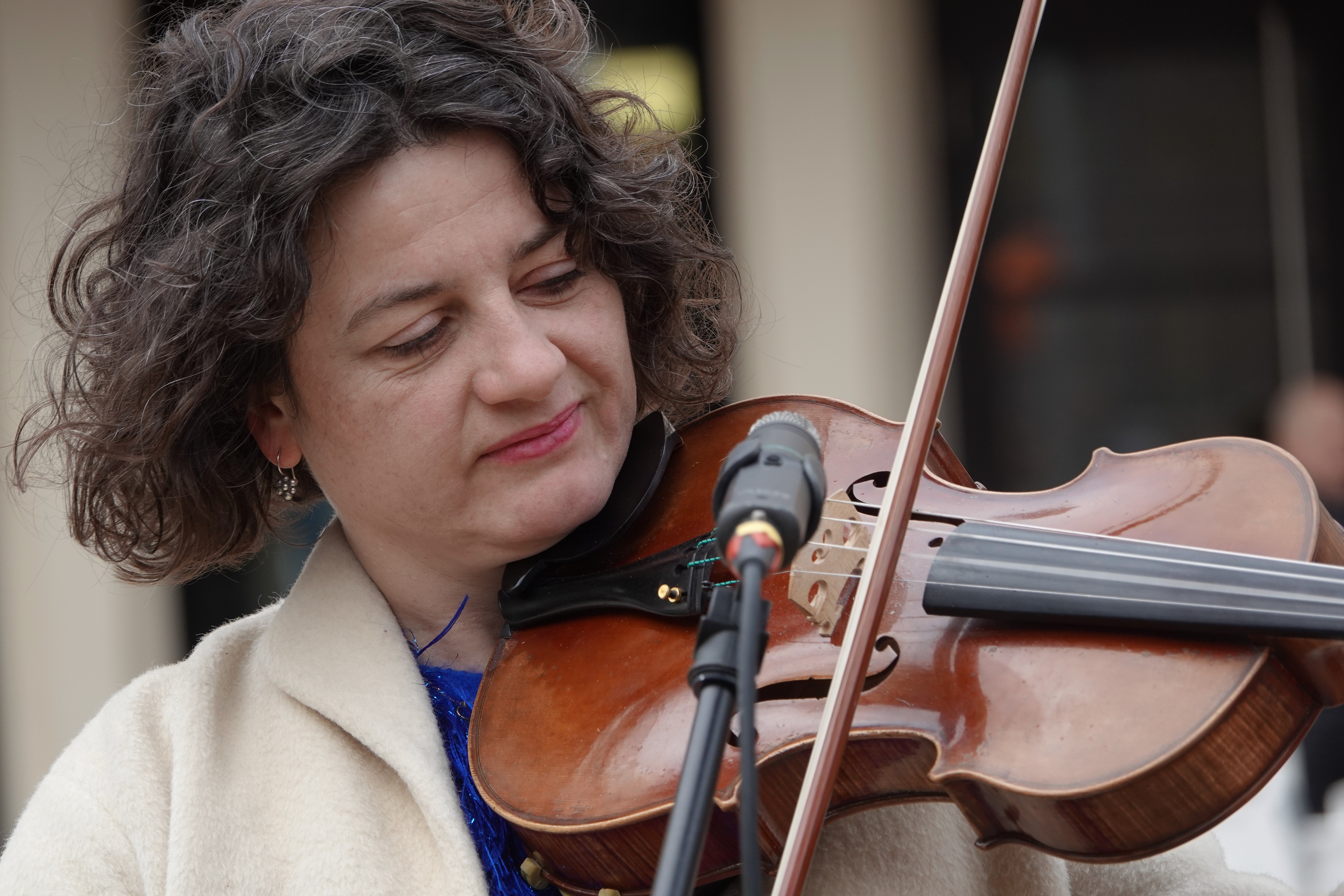
Maria Hafner 2024

Maria Hafner (* 1980 in Bayern) ist eine deutsche Musikerin und Schauspielerin.

## Leben
Maria Hafner wuchs in Straubing auf und studierte Schulmusik, Sprecherziehung und Sprechen an der Hochschule für Musik und Theater München und der Hochschule für Musik und Darstellende Kunst Stuttgart. 2008 nahm sie an der Sommerakademie für Bairisches Volksschauspiel bei Michael Lerchenberg teil. Dabei begegnete sie Franz Xaver Bogner und Steffi Kammermeier. Bogner engagierte sie für seine Serie Der Kaiser von Schexing und Kammermeier schrieb ihr im Komödienstadel Das Kreuz mit den Schwestern eine Rolle auf den Leib. Michael Lerchenberg holte sie im Sommer 2010 an die Luisenburg-Festspiele nach Wunsiedel. Sie spielte im Stück Tannöd die Erzählerin und zeigte sich gleichzeitig für die Bühnenmusik verantwortlich.
Sie lebt in München und arbeitet als Bühnenmusikerin, Schauspielerin und Sprecherin an Münchner Theatern und für den Bayerischen Rundfunk. Außerdem unterrichtet sie Jodeln. 2015 war sie für die Organisation Clowns ohne Grenzen e.V.  als ehrenamtlicher ReiseClown in Sri Lanka unterwegs.
Maria Hafner bildet mit der Schauspielerin Julia Loibl seit 2009 das kabarettistische Akkordeonduett Hasemanns Töchter und war Mitglied der Band Zwirbeldirn.

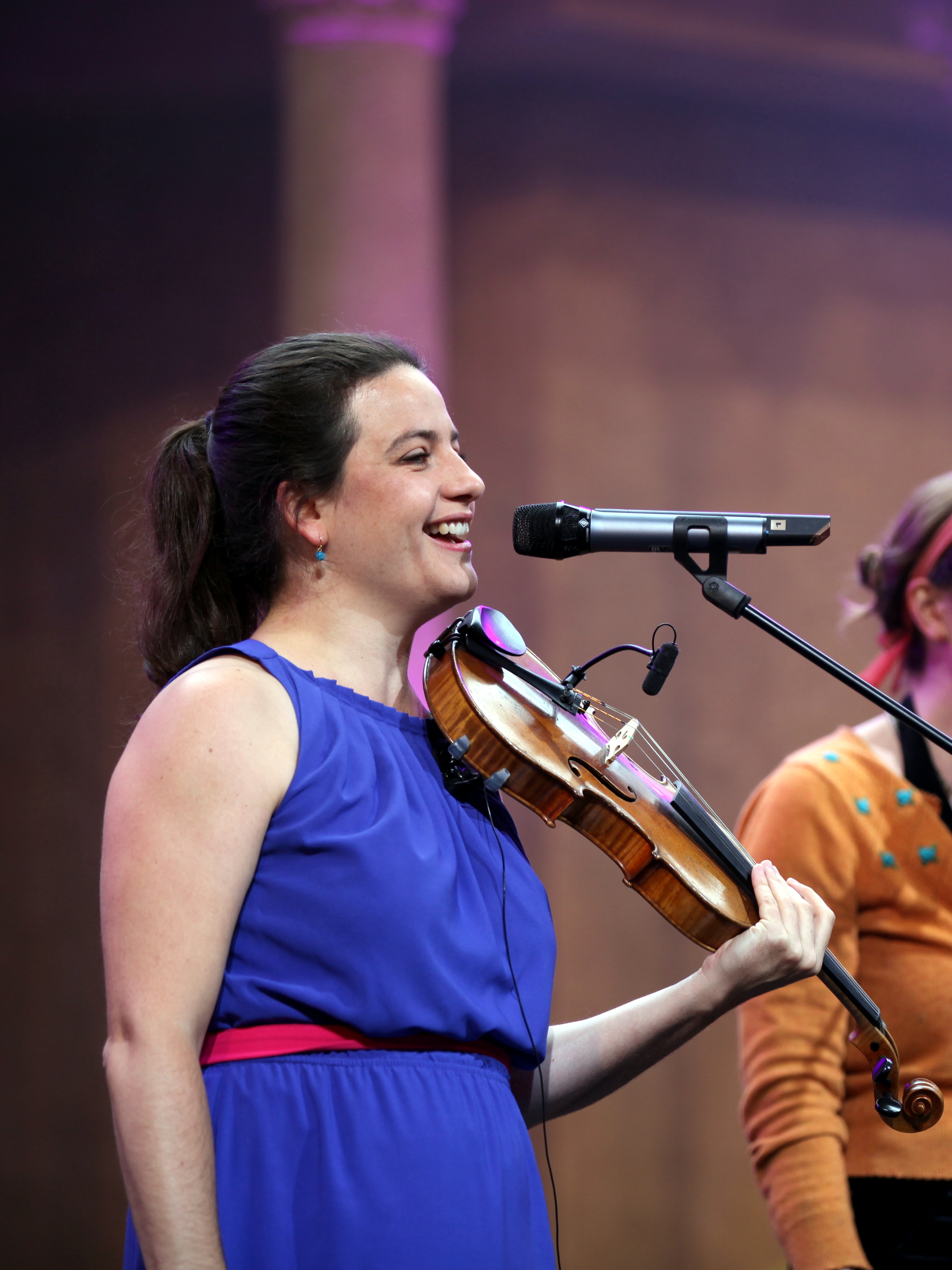
Maria Hafner auf dem Heimatsound-Festival 2015

## Auszeichnungen
- 2008 Fraunhofer Volksmusikpreis mit Zwirbeldirn
- 2008 tz-Rose der Münchner Boulevardzeitung tz mit dem Ensemble von Brechts Die Maßnahme bei Theater ImPuls
- 2009 Straubinger Kulturförderpreis[2]
- 2013 Kleines Scharfrichterbeil Passau mit Hasemanns Töchtern
- 2020 Giesinger Kulturpreis Finalteilnehmer mit Lose Gruppe

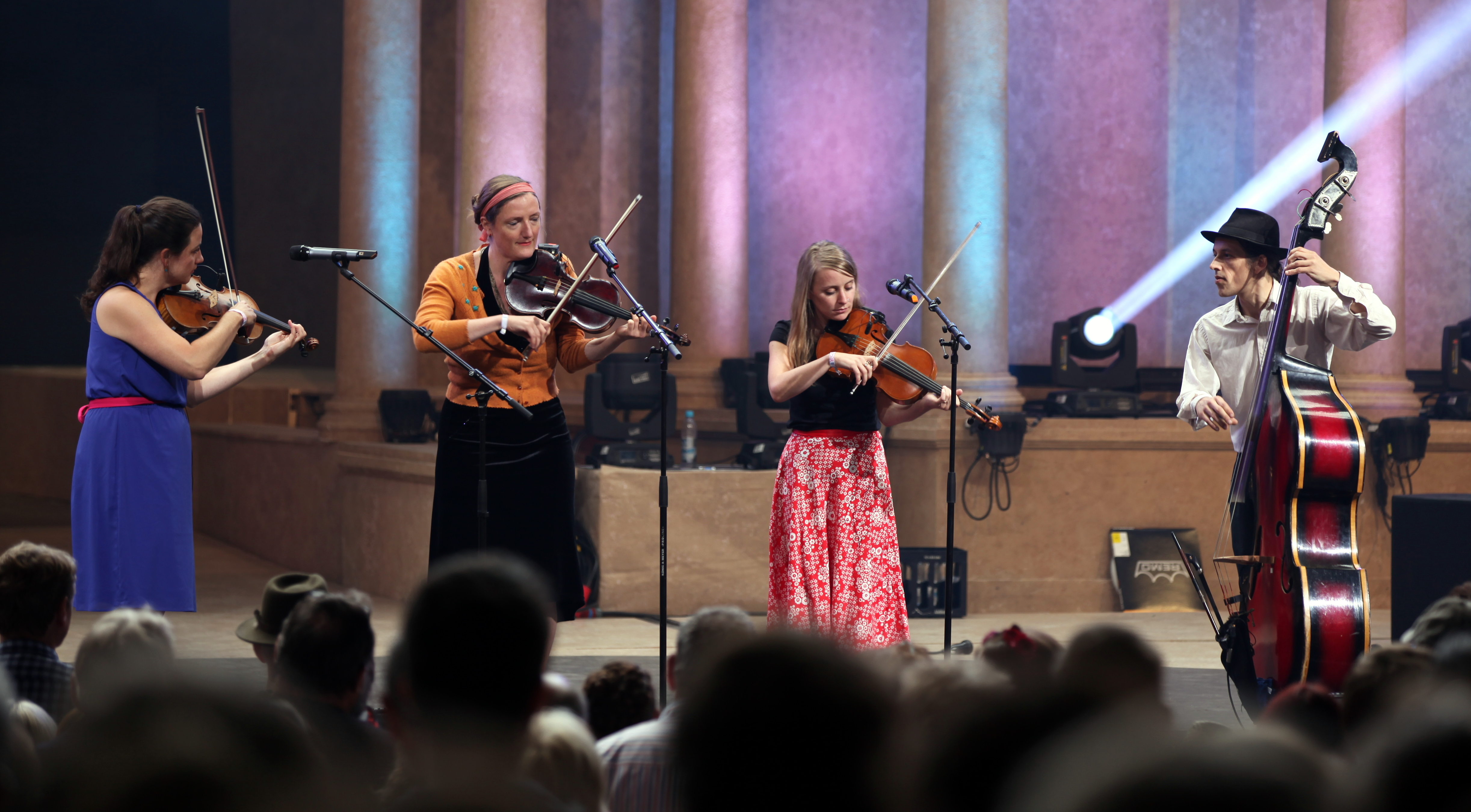
Maria Hafner (links) mit der Gruppe Zwirbeldirn auf dem Heimatsound-Festival 2015

## Diskografie
- 2011: Zwirbeldirn – scheibe eins –  Trikont Musikverlag
- 2011: Stimmen Bayerns – Der Tod (mit Hasemanns Töchter) – Trikont Musikverlag
- 2013: Stimmen Bayerns – Die Freiheit – Trikont Musikverlag
- 2013: Hasemanns Töchter – Trikont Musikverlag
- 2013 Cafe Unterzucker –  Leiser! – Trikont Musikverlag
- 2014 Zwirbeldirn – Jabitte – Trikont Musikverlag
- 2015 Cafe Unterzucker – Bitte, Mami, hol mich ab! – Trikont Musikverlag
- 2019 Cafe Unterzucker – Nenn micht nicht mehr Häselein – Trikont Musikverlag
- 2020 mimpfmöh – Wörter & Töne, Mosel & Tschechow
- 2021 Maxi Pongratz, Micha Acher und Verstärkung – Musik für Flugräder, Trikont Musikverlag
- 2021 #1, Hafner & Loibl, handgemacht
- 2024 alois oder nichts, HafnerBurgmayr, Mariutti
- 2025 A Bunch Of Birds, Ferdinand Kraemer, Gutfeeling

## Filmografie
- 2010 Das Kreuz mit den Schwestern. Regie: Steffi Kammermeier
- 2010 Der Kaiser von Schexing Regie: Franz Xaver Bogner
- 2011 München 7 Regie: Franz Xaver Bogner
- 2012 Hummel im Himmel. Regie: Aron Lehmann
- 2013 Beste Chance. Regie: Marcus H. Rosenmüller
- 2015 Die letzte Sau. Regie: Aron Lehmann
- 2017 Zwei Herren im Anzug. Regie: Josef Bierbichler
- 2018 Nockherberg Singspiel. Regie: Richard Oehmann/ Stefan Betz
- 2019 Die Kirche im Dorf. Regie: Isil Dermircan
- 2020 Dolce Vita (München Mord). Regie: Matthias Kiefersauer
- 2021 Bis es mich gibt. Regie: Sabine Koder
- 2023: SOKO Linz – Die Erde braucht uns (Fernsehserie)
- 2023 Tinger. Regie: Steve Hofmann
- 2025: Karli & Marie. Regie: Christian Lerch

## Theater
- 2010 Tannöd  – Regie: Michael Lerchenberg – Luisenburgfestspiele
- 2011 Halali  – Regie: Stephan Rottkamp – Residenztheater München
- seit 2011 Die Dreigroschenoper – Regie: Christian Stückl – Volkstheater München
- 2016 Robin Hood  – Regie: Robert Gerloff – Residenztheater München
- seit 2017 Alice – Regie: Philip Moschitz – Metropoltheater München
- 2018 Emmas Glück  – Regie: Heiner Kodschak – Stadttheater Ingolstadt
- 2020 Requiem für Verschwundene – Regie: Gesche Piening  – HochX München
- 2020 10 Vaterunser  – Regie: Christiane Huber – Münchner Kammerspiele
- 2024 Alois oder nichts – Regie: Robert Gerloff – HochX u. a.
- 2025 Wood, Wood, Wood. Nothing’s ever good. – Münchner Kammerspiele
- 2025 Gschichtn vom Brandner Kaspar – Residenztheater München

## Bands
- Zwirbeldirn (2007–2018)
- Hasemanns Töchter
- Cafe Unterzucker (Gastsängerin)
- Kofelgschroa (Gastmusikerin 2018)
- Lose Gruppe
- HafnerBurgmayr
- Hafner & Loibl
- Parkdeck 6